# Hallucination
 For alternative betydninger, se Hallucination (Sissal-sang).
En hallucination er en sanseoplevelse, der opstår uden en tilsvarende påvirkning af vores sanseorganer.
Hallucinationer kan forekomme på alle sanser: syn, hørelse, lugt, smag og følesans. Man kan høre lyde og stemmer, uden at nogen lyde når ørerne, eller man kan se personer eller genstande, der ikke er til stede. Oplevelsen kan ved den ægte hallucination ikke af personen skelnes fra en virkelig sanseoplevelse.
Hallucinationer ses ved mange tilstande, hvor hjernen er under voldsom belastning: Ved høj feber (især hos børn) og ekstrem søvnmangel.
Ved grænsen imellem søvnen og den vågne tilstand kan mange mennesker i få sekunder opleve meget livagtige hallucinationer, kaldet hypnagoge og hypnopompe hallucinationer.
Hallucinationer forekommer ved mange egentlige sindssygdomme, hvor især hørehallucinationerne ved paranoid skizofreni er bemærkelsesværdige. Her er der oftest tale om at stemmerne taler til og om patienten, stemmerne kan være nedladende, kommanderende eller måske opmuntrende. Skanning af hjernen har vist aktivering af nogle af høre-centrene, præcis som om patienten virkelig hørte noget.
Hallucinationer opnås også i psykedeliske stoffer som f.eks. LSD og svampe. I Danmark findes svampen Psilocybe semilanceata (Spids nøgenhat), som for det meste giver hallucinationer ved oral indtagelse.
| symptomer | Spire Denne artikel om symptomer er en spire som bør udbygges. Du er velkommen til at hjælpe Wikipedia ved at udvide den. |